# Observatorio Astronómico Maya de Copán
El Observatorio Astronómico Maya de Copán es uno de los más complejos descubrimientos de la arqueoastronomía, siendo su descubridor el arqueoastrónomo doctor Anthony Aveni en 1980 y divulgado en 1981.

## Descripción
La ciudad de Copán fue fundada en el siglo V a. C. y misteriosamente abandonada en las aproximaciones del año 850 de N. E.; el complejo de Copán presenta una gran cantidad de construcciones, glifos y motivos astronómicos. Considerada la Atenas del Nuevo Mundo. la ciudad maya de Copán sorprendió a los arqueoastronómos en la década de los setenta, los que consideraron que existía un observatorio dentro de la gran plaza y que involucraba a las estelas 2, 10 y 12, y al templo 22.

### Construcciones involucradas
- Estela 2[Nota 1] esta estela recibe luz solar en su cara frontal, cuando el sol se encuentra en el solsticio de invierno.
- Estela 10[Nota 2] y Estela 12[Nota 3] indican con su alineamiento la puesta de sol el 12 de abril y el 1 de septiembre, la primera de estas fechas es el inicio de la temporada de lluvias. Una observación es que la "Estela 12" se encuentra a 7 kilómetros de la "Estela 10", la cual está situada bajo el horizonte. Las fechas 12 de abril y 1 de septiembre también involucran al edificio 22 o denominado también  "Observatorio".
- Templo 22[Nota 4] u Observatorio, este edificio posee una ventana localizada en su parte media alineada hacia el ocaso del sol en las fechas 12 de abril y 1 de septiembre, también se alinea con Venus en el atardecer entre los meses de abril y mayo.[1]

### Procedimiento de observación astral
Cuando el planeta Venus alcanzaba su posición más elevada en el horizonte el primer día de visibilidad de dicho planeta; por la ventana siempre se retrasaba 8 días, del 25 de abril al 3 de mayo. Al año siguiente de alcanzar la posición extrema el último día de visibilidad de Venus obedecía a las mismas fechas marcadas por la ventana y las posiciones de Venus tenían una razón simbólica: La fecha intermedia entre el 25 de abril y 3 de mayo, esto es el 29 de abril y corresponde al paso zenital del sol sobre Copán. Con ello los dos astros más importantes para la Cultura maya Venus y el Sol se veían involucrados en el mismo edificio (Templo 22) y esta función arqueoastrológica está perfectamente grabada en las serpientes de cabezas bicéfalas del mencionado edificio. Una representa al planeta Venus y apunta hacia el poniente precisamente y la otra representa al Sol y está apuntando hacia el naciente. Ante tanta implicación el edificio 22 ha recibido el nombre de Templo de Venus.

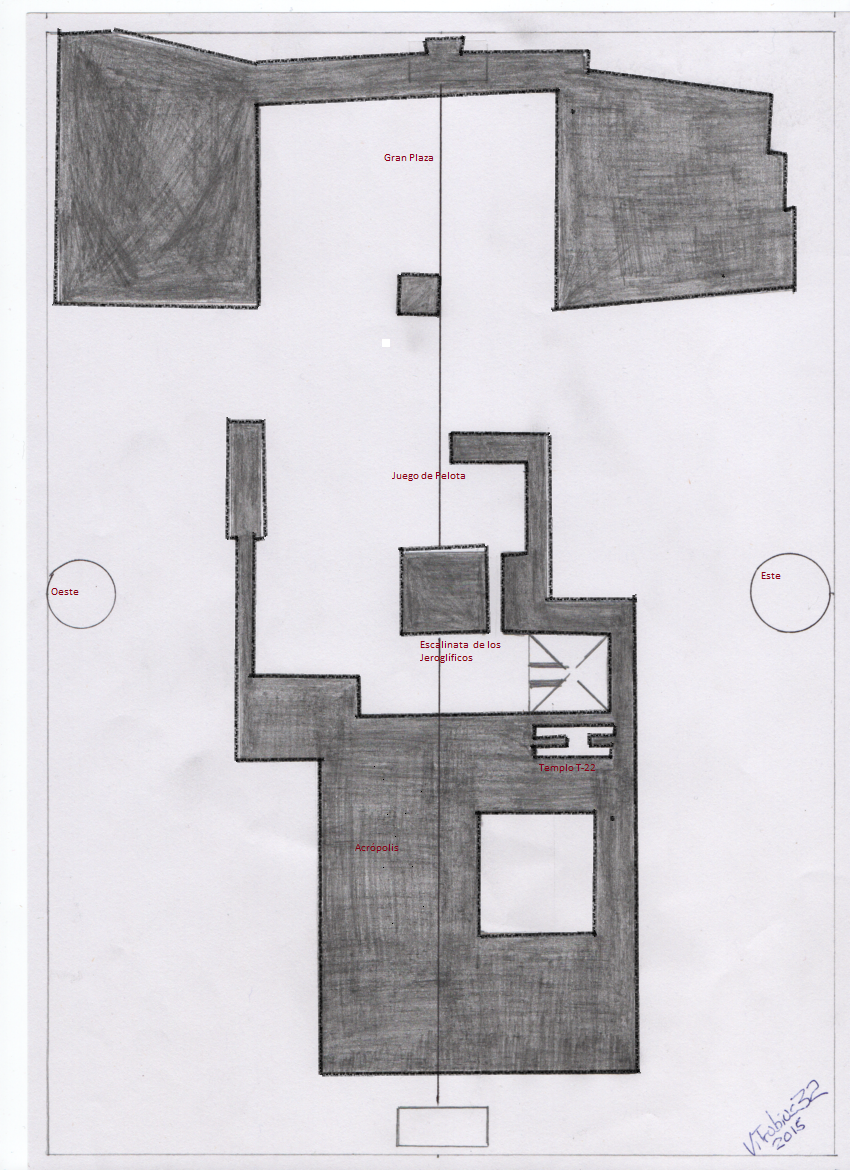
Plano del Observatorio astronómico Maya en Copán, situación del Templo 22 y la ventana de observación.